# Kontrollgremiumgesetz
Das Gesetz über die parlamentarische Kontrolle nachrichtendienstlicher Tätigkeit des Bundes (kurz: Kontrollgremiumgesetz) ist die Grundlage des Parlamentarischen Kontrollgremiums (PKGr), welches auf Initiative der Fraktionen der SPD und FDP der 8. Wahlperiode als Einspruchsgesetz in den Deutschen Bundestag eingebracht wurde. Ihm unterliegt die Kontrolle des Bundesnachrichtendienstes, des Bundesamtes für Verfassungsschutz und des Militärischen Abschirmdienstes.
Das PKGr gibt sich eine Geschäftsordnung (§ 3 Abs. 1 Satz 3 PKGrG). Die Mitglieder des PKGr werden zu Beginn einer jeden Wahlperiode vom Deutschen Bundestag gewählt (§ 2 Abs. 1 PKGrG). Der Bundestag bestimmt die Zahl der Mitglieder, die Zusammensetzung und die Arbeitsweise des PKGr (§ 2 Abs. 2 PKGrG). Die Mitglieder des Gremiums sind zur umfassenden Geheimhaltung verpflichtet (§ 10 Abs. 1 Satz 2 PKGrG). Sie sind grundsätzlich nicht befugt, die in dem Gremium erlangten Kenntnis an andere Abgeordnete – nicht einmal an die Fraktionsvorsitzenden – weiterzugeben. Nur bei einer Zwei-Drittel-Mehrheit der anwesenden Mitglieder kann eine vorherige Zustimmung erteilt werden; dies jedoch nur für die Bewertungen aktueller Vorgänge (§ 10 Abs. 2 PKGrG).
Das PKGr wird von der Bundesregierung umfassend über die allgemeine Tätigkeit und über Vorgänge von besonderer Bedeutung informiert (§ 4 Abs. 1 Satz 1 PKGrG). Die Mitglieder des PKGr haben ein Akteneinsichtsrecht und können Beschäftigte der Nachrichtendienste des Bundes anhören (§ 5 PKGrG). Sie können auch einen Sachverständigen mit der Durchführung von Untersuchungen beauftragen (§ 7 PKGrG). Die Bundesregierung kann aus zwingenden Gründen des Nachrichtenzugangs, wenn der Kernbereich exekutiver Eigenverantwortung betroffen ist oder zum Schutz von Persönlichkeitsrechten die Unterrichtung verweigern (§ 6 Abs. 2 Satz 1 PKGrG).

## Entwicklungen
Im Rahmen der Diskussion der Tätigkeiten von BND-Beamten im Irak-Krieg (2003) und nach dem Bekanntwerden von der Bespitzelung von Journalisten durch den BND wurde eine Novellierung des Gesetzes angeregt. Insbesondere die Veröffentlichungsmöglichkeiten sollten erweitert werden. Das Gesetz wurde 2009 neu gefasst.